# Kim Yoo-jin
Kim „sOs“ Yoo-jin (* 16. Oktober 1993) ist ein professioneller südkoreanischer E-Sportler in der Disziplin StarCraft II. Er spielt die Rasse Protoss und ist seit Ende 2013 beim Team Jin Air Green Wings unter Vertrag, nachdem er zuvor einige Jahre für die Woongjin Stars spielte.

## Werdegang
In StarCraft BroodWar, dem Vorgänger von StarCraft II, spielte sOs bereits unter dem Nicknamen sHy. Sein größter Einzelerfolg blieb allerdings das Erreichen des Sechzehntelfinals bei der MSL 2010–11. Erst mit dem Wechsel auf StarCraft II wurde sOs ab 2013 zu einem der besten StarCraft-Spielern der Welt.
Nach einem zweiten Platz bei den WCS Season 1 Finals 2013 und dem Sieg bei den Asian Indoor & Martial Arts Games 2013 (2:1-Sieg im Finale über Flash) gewann er im November 2013 die Battle.net WCS World Championship auf der Blizzcon und somit 100.000 $ Preisgeld.
Das Jahr 2014 begann für ihn ähnlich erfolgreich: mit der Intel Extreme Masters World Championship in Katowice gewann er ein weiteres Turnier mit 100.000 $ Preisgeld.
Im Mai 2014 wurde bekannt, dass eine Boeing 737-800 des Teamsponsors Jin Air Green Wings künftig das Porträt von sOs auf dem Seitenruder tragen wird.
Gemessen nach gewonnenem Preisgeld ist er mit über 600.000 Dollar (Stand: Dezember 2019) auf Platz 6 der erfolgreichsten StarCraft-II Spieler.
Rückkehr als Profi (seit 2025) Im Mai 2025 gab sOs sein Comeback als professioneller StarCraft-II-Spieler bekannt. Er trat dem Team Streamerzone bei, das sich auf die Förderung von E-Sportlern und Content Creator spezialisiert hat. Nach einer mehrjährigen Pause vom aktiven Wettbewerb kehrte sOs mit neuem Ehrgeiz auf die Bühne zurück und nahm erneut an internationalen Turnieren teil. Seine Rückkehr wurde in der StarCraft-Community mit großem Interesse verfolgt, da er weiterhin als einer der kreativsten Protoss-Spieler der Szene gilt.

## Große Turnier-Erfolge in SC2
| Jahr      | Turnier                                | Platz       | Preisgeld |
| --------- | -------------------------------------- | ----------- | --------- |
| Mai 2013  | WCS Season 1 Korea                     | 3./4. Platz | 07.000 $  |
| Juni 2013 | WCS Season 1 Finals                    | 2. Platz    | 020.000 $ |
| Juli 2013 | Asian Indoor & Martial Arts Games 2013 | 1. Platz    | 0?        |
| Nov. 2013 | WCS World Championship                 | 1. Platz    | 100.000 $ |
| Nov. 2013 | Red Bull Battlegrounds – New York City | 2. Platz    | 010.000 $ |
| März 2014 | IEM Season VIII – World Championship   | 1. Platz    | 100.000 $ |
| Dez. 2014 | Hot6ix Cup                             | 1. Platz    | 018.200 $ |
| Aug. 2015 | MSI Masters Gaming Arena 2015          | 1. Platz    | 010.000 $ |
| Nov. 2015 | WCS World Championship                 | 1. Platz    | 100.000 $ |
| Feb. 2016 | IEM Season X – Taipeh                  | 1. Platz    | 012.000 $ |
| Feb. 2018 | IEM Season XII – Pyeongchang           | 2. Platz    | 025.000 $ |